# Desenvolvimento urbano de Ribeirão Preto
Ribeirão Preto, município brasileiro localizado no interior do estado de São Paulo, encontra-se em pleno desenvolvimento urbano, tendo recebido investimentos em diversos segmentos por toda a área do município, inclusive, com alguns equipamentos atuando fortemente como potencializadores.
A Prefeitura Municipal de Ribeirão Preto está concluindo os estudos para ampliação da área urbana do município para viabilizar a realização de novos empreendimentos imobiliários. O município possui uma área total de 650 km², e uma área urbana de cerca de 329,6 km², localizada principalmente entre o Anel Viário e a Via Anhanguera. As áreas que podem ser ampliadas em parte da zona Oeste e principalmente na zona Sul, resultaram numa ampliação que pode chegar a 20%.
A partir do projeto final da revisão da lei de Uso e Ocupação do Solo, que faz parte do PD (Plano Diretor), prevê um aumento de 21 km² na área urbana de Ribeirão Preto. Com a mudança, 54% da cidade passa a ser ocupada pela área urbana, que alcançará 351 km² de área urbanizada, a área rural passará a ser de 300 km². Com isso, o município terá mais espaço urbanizado que a capital de Minas Gerais, Belo Horizonte, que tem uma área urbana de 330  km².  A nova expansão será focada na zona Noroeste da cidade, no sentido de Jardinópolis.

## Potencializadores

### Coderp
A Companhia de Desenvolvimento Econômico de Ribeirão Preto (Coderp), que tem como foco de negócios o processamento de informações, é uma empresa de economia mista, cujo principal acionista é a Prefeitura Municipal de Ribeirão Preto. A empresa foi criada em 1972, e traz inovações em sistemas de informação, tecnologia de comunicação e soluções ao município.

### Centro Administrativo
O novo centro administrativo em estudo, será instalado em área da Fundação Educandário, próximo à Avenida Paschoal Innechi, na Zona Leste de Ribeirão Preto. A prefeitura já recebeu em doação 104 mil m² e estão sendo negociada a doação de mais 20 mil m² que serão destinados ao paisagismo do local, a ideia é integrar o centro administrativo com o Morro da Vitória, com uma área verde de 340 mil m². Este equipamento será construído através de Parceria Público Privada (PPP), sendo a primeira experiência realizada em Ribeirão Preto, a partir de subsídios obtidos junto aos governos de Minas Gerais e São Paulo, que já adotaram tal medida.

### Polo Logístico
Ribeirão Preto esta se consolidando como um relevante hub de logística do interior de São Paulo e do Brasil. Diversos investimentos foram atraídos nos últimos anos e, novos, estão sendo anunciados. A cidade possui o Aeroporto Leite Lopes, um ramal ferroviário robusto e conexão com oito rodovias, sendo a principal delas a Rodovia Anhanguera. No entorno desta importante via estão sendo construídos diversos complexos logísticos privados. Recentemente, teve a remodelação do Trevão que interliga as principais rodovias da região, que beneficiou mais de 1,5 milhão de pessoas que residem na região de Ribeirão Preto. No total, esta mega obra compreende oito viadutos com extensão de 630 metros cada e 20 alças de acesso e retorno, em um complexo viário com 11,8 mil metros de extensão, além de passarela de pedestres com extensão de 450 metros, que permitirá também a travessia de ciclistas.  A cidade é muito bem localizada geograficamente, estando a 318 km de São Paulo (capital), a 514 km de Belo Horizonte, a 610 km de Goiânia, a 697 km de Brasília, a 699 km de Curitiba, a 715 km do Rio de Janeiro (capital) e a 805 km de Campo Grande. De acordo com o Sindicato das Empresas de Transporte de Cargas e Logística de Ribeirão Preto e Região (Sindetrans), que congrega cerca de 80 municípios, existem aproximadamente 1,6 mil empresas atuantes na região, das quais cerca de 120 delas encontram-se nas margens da Rodovia Anhanguera (SP 330).

#### Investimentos dos últimos anos
A rede de Supermercados Savegnago instalou em Ribeirão Preto, no ano de 2009, o seu Centro de Distribuição, que possui sistema de “cross docking”, este empreendimento recebeu investimentos da ordem de R$ 10 milhões, ocupa uma área de 10 mil m² e gerou 150 empregos. A Weber Saint-Gobain, fabricante dos produtos quartzolit instalou em 2011, um Centro de Distribuição em Ribeirão Preto, o mesmo terá área construída de 675 m2, com capacidade instalada de 500 toneladas e volume de distribuição previsto de 2.500 toneladas, o novo CD atende além da região de Ribeirão Preto, as regiões de Araraquara, Campinas e Sul/Sudoeste do estado de Minas Gerais.
Foi inaugurado em setembro de 2012, o Centro Logístico Brasileiro (CLB), administrado pela Prosperitas e pela MPH. Inicialmente foram construídos galpões de 35 mil m², que já foram alugados pela Raia Drogasil e pela Pearson. Dentro de um ano serão entregues mais 32 mil m², há uma previsão de ampliação do espaço para 69 mil m², com investimentos de R$ 100 milhões. A Raia Drogasil iniciará o abastecimento das unidades dos Estados de São Paulo, Mato Grosso e Mato Grosso do Sul pelo maior Centro de Distribuição da rede no Brasil, inaugurado em Ribeirão. Foram investidos R$ 10 milhões, e para o ano de 2013 serão gerados 300 postos de trabalho, sendo que a previsão é de que a unidade abra mais 300 vagas de empregos na cidade dentro de três anos.
A Companhia de Bebidas das Américas (AmBev) gerou mais de 600 empregos diretos e indiretos, através da instalação de um centro de distribuição direta numa área de 63.000 m², sendo 13.000 m² de construção entre armazém e prédio administrativo, na Vila Abranches, próximo à rodovia Anhanguera. A empresa mineira Upside, especializada no comércio e distribuição de produtos no segmento varejista em todo o Estado de Minas Gerais, esta construindo no Parque Industrial Avelino Palma, complexo de galpões que sediará uma filial da empresa e a construção de um condomínio para receber empresas distribuidoras de produtos. Serão sete galpões para esta finalidade utilizando 14 mil m² de área. Quando todo esse empreendimento estiver pronto ele irá gerar cerca de 500 empregos diretos.
A Copersucar investiu R$ 30 milhões em 2012, para instalar um novo Terminal Multimodal de Ribeirão Preto. O terminal passará a escoar 1,5 milhão de toneladas de açúcar por ano, dez vezes mais que a atual capacidade, com operações feitas pela Ferrovia Centro-Atlântica (FCA). Com investimento da ordem de R$ 50 milhões, foi inaugurado em 2013 o Centro de Distribuição da rede Dia%, que fica localizado no Anel Viário Norte, próximo ao Terminal de Gás. O entreposto atenderá 150 lojas de Ribeirão Preto e região, gerando preliminarmente cerca de 450 empregos diretos e indiretos no município.
O primeiro Etanalduto do mundo teve sua primeira etapa inaugurada com um terminal terrestre em Ribeirão, da Transpetro, subsidiária da Petrobras, para a Refinaria de Paulínia, num trajeto de 206 quilômetros. A primeira etapa da obra custou R$ 1 bilhão. O sistema permitirá que o combustível oriundo da cana-de-açúcar seja escoado por dutos, que terão extensão de 1.300 quilômetros quando estiver totalmente concluído. Este equipamento será operado pela Transpetro, braço da Petrobras, além da participação das empresas Camargo Correa, Raízen Energia, Copersucar, Logum Logística e Odebrecht Transportes. O grupo Imediato Empreendimentos Logístico sesta construindo um novo condomínio modular próximo a Avenida Henry Nestlé, que ficará pronto até o fim do ano de 2013 e terá espaço para abrigar 12 empresas. O local de 53 mil m² tem investimento de R$ 150 milhões.
Foi implantando na Rodovia Anhanguera, próximo ao Trevão, o Claritas Business Park (CBP) Ribeirão, idealizado pela Claritas Investimentos, o mesmo está sendo comercializado pela Cushman & Wakefield. O empreendimento possui terreno de 144 mil m², o CBP Ribeirão conta com área construída de mais de 45 mil m² e pé direito de 12 metros livres. O condomínio está dividido em galpões modulares e flexíveis de 1.606 m², 2.741 m² e 3.808 m², com três, oito e 13 docas, respectivamente. Além destes espaços, o empreendimento dispõem ainda de 515 m² focados a áreas auxiliares e escritórios. A LOG Commercial Properties, empresa do grupo MRV Engenharia, esta implantando um Condomínio Logístico denominado “LOG Ribeirão Preto”, o mesmo ficará localizado próximo ao Aeroporto e a Rod. Anhanguera, os galpões possuem pé direito de 12m e piso industrial com capacidade de 6t/m², numa área de 74.500m² de área bruta locável.

#### Investimentos recentes
A empresa K2 Armazés Gerais instalou no Distrito Empresarial de Ribeirão Preto, a sua 3º unidade numa área de 11,5 mil metros quadrados. Os serviços prestados são de armazenagem, picking, cross docking e co-packers em ambiente amplo e com localização privilegiada. O proprietário Fernando Milan Sartori, produtor rural e criador da FMS Agro, afirma que as expectativas para 2019 são as mais positivas possíveis, com planos de expansão em uma área de 52 mil metros quadrados, também em Ribeirão Preto.
A SuperFrio inaugurou, um novo centro de distribuição em Ribeirão Preto, sendo o 4º da empresa no município. O mesmo encontra-se num condomínio logístico às margens da Rodovia Anhanguera, a nova estrutura demandou investimentos de R$ 25 milhões. São 8 mil m² de área construída, com capacidade para 7.100 posições-palete, sendo 5.100 na câmara de congelados (-22ºC) e 2 mil na câmara de resfriados (0ºC), ambas com pé direito de 12 metros. Ao todo, o CD conta com 30 docas para carga e descarga de mercadorias, 21 situadas na antecâmara com temperatura de 5ºC e umidade controlada e nove docas secas. A nova unidade possui ainda 900 m² de área administrativa.

### Ações por região

#### Zona Sul

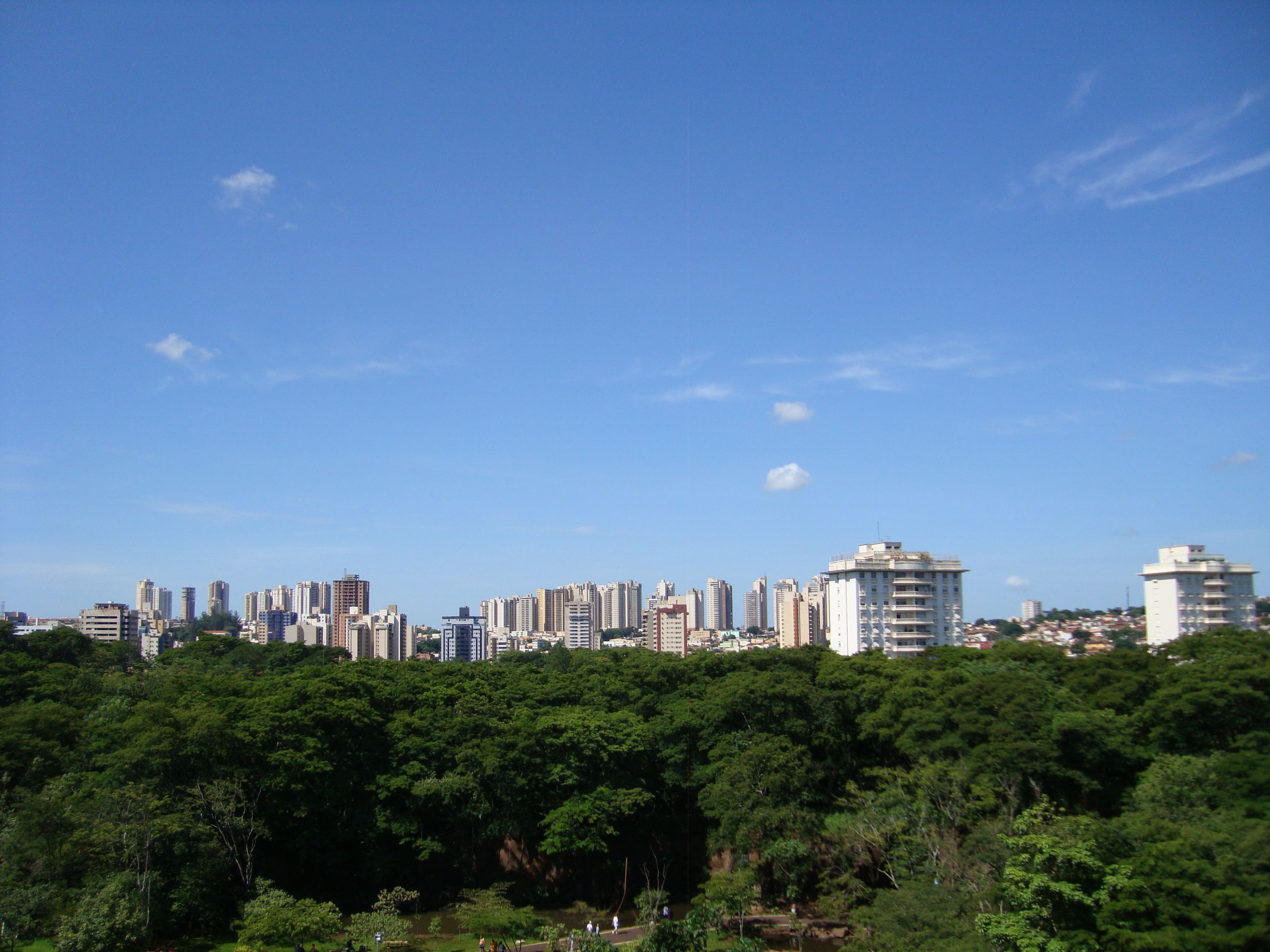
Vista da Zona Sul do Parque "Curupira"

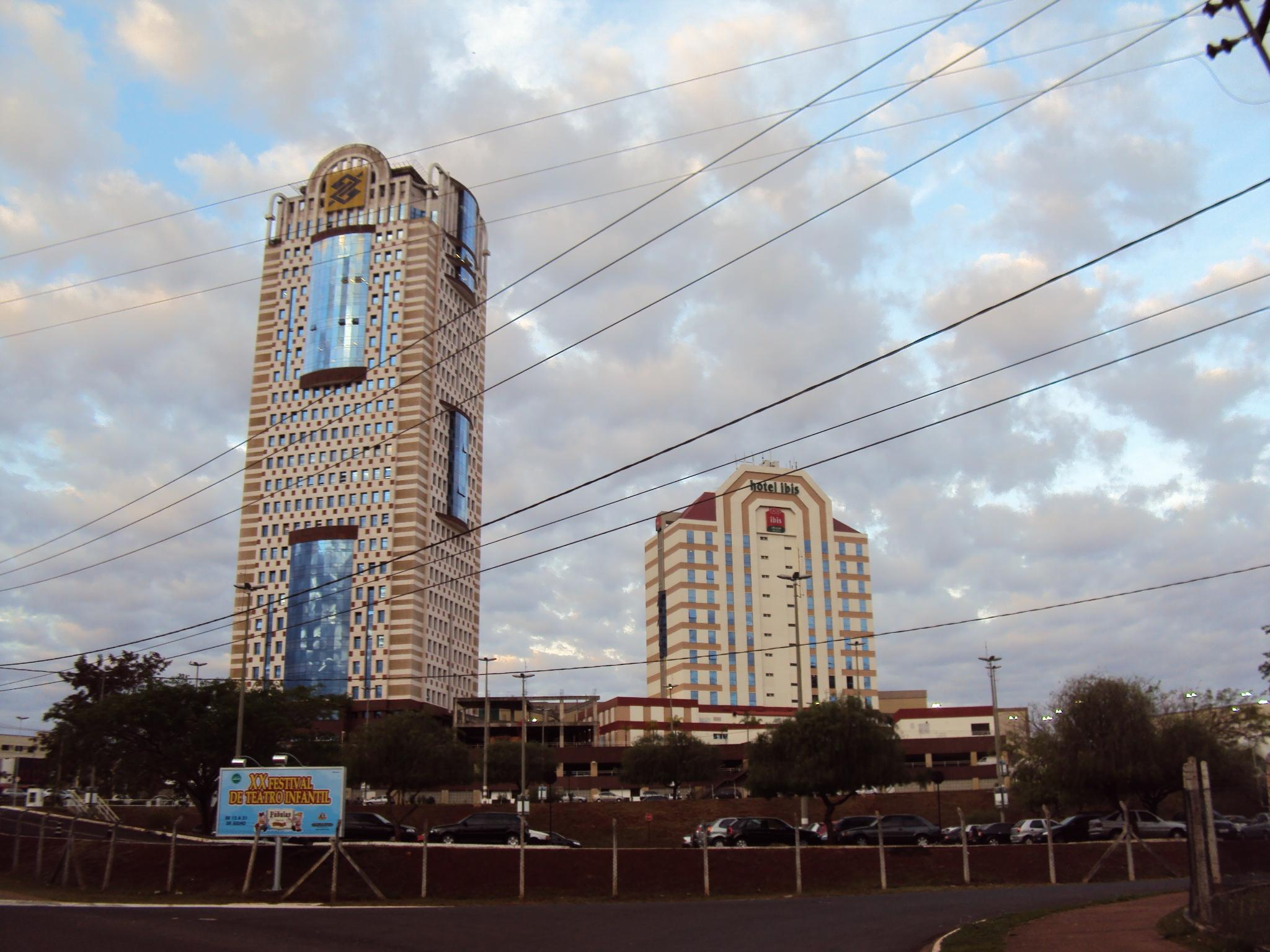
Complexo Empresarial Ribeirão Office Tower (Ribeirão Shopping)

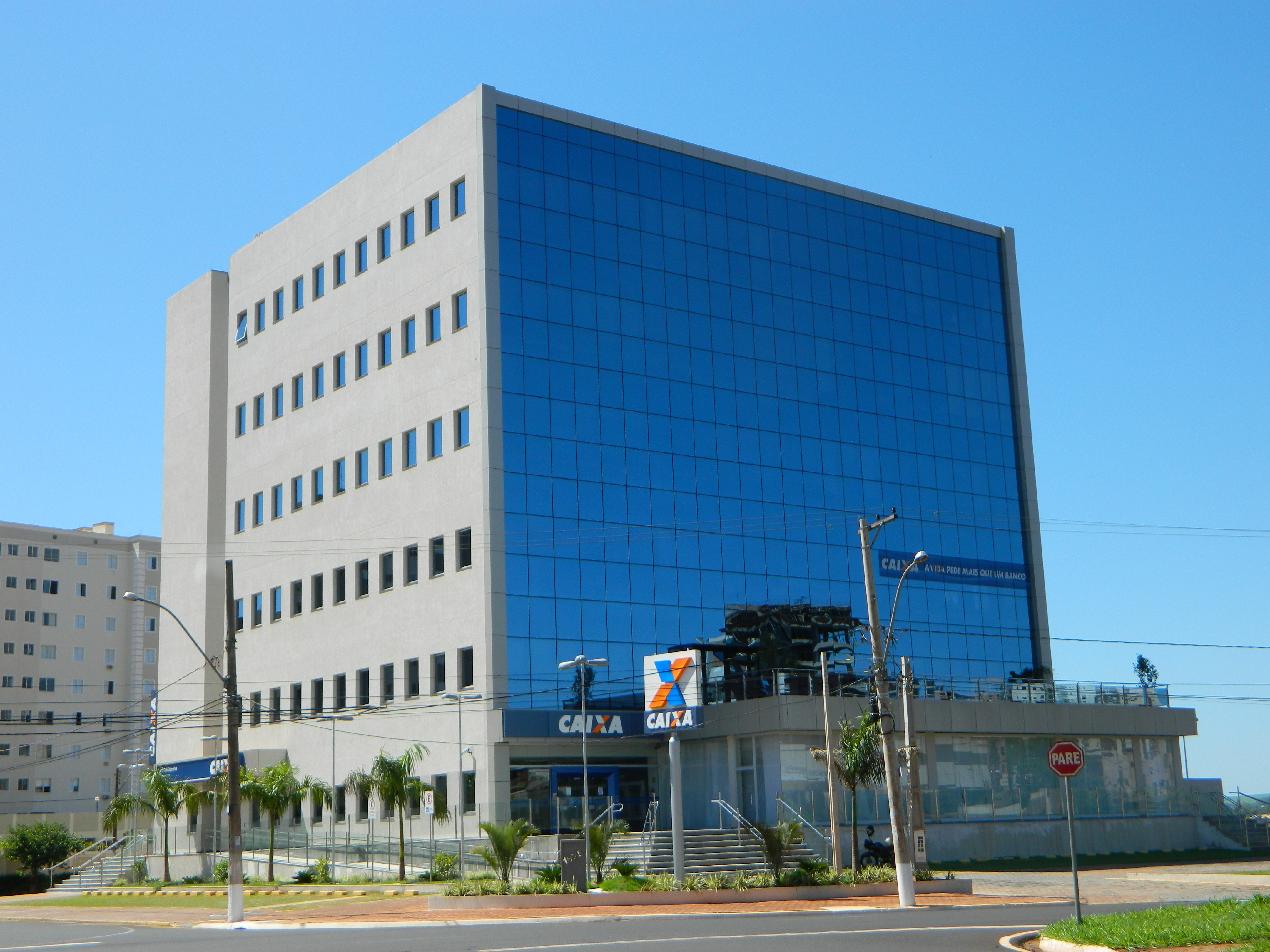
Sede administrativa regional da Caixa Econômica Federal.

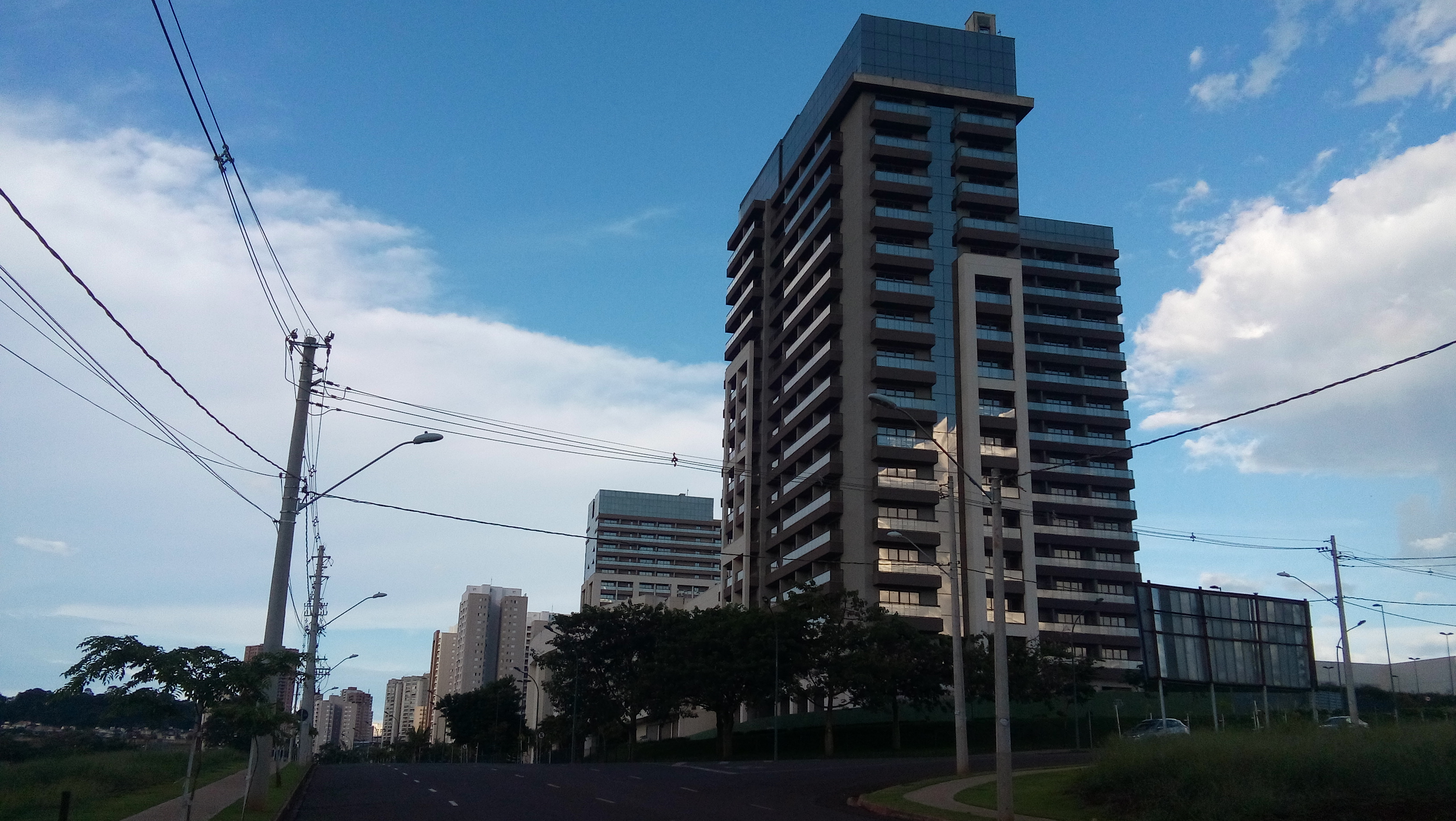
Expansão da Área Urbana de Ribeirão Preto, através do bairro Nova Aliança Sul e do Ypê Golf Club.

Diversos condomínios de prédios (residenciais e comerciais) estão em construção (principalmente na Avenida João Fiúsa que será prolongada até o Distrito de Bonfim Paulista), e na Av. Wladimir Meirelles Ferreira (Jardim Botânico), além de condomínios de casas, o Shopping Iguatemi irá construir um mega centro de compras após o anel viário em sentido ao distrito de Bonfim Paulista, o Ribeirão Shopping esta passando pela sua oitava expansão. Os grupos de Supermercados Savegnago, Pão de Açúcar e Carrefour Bairro, acabaram de instalar unidades nesta área, o Mercadão da Cidade acabou de ser inaugurado. Diversas concessionárias de veículos estão apostando pesado nesta região construindo novas filiais. Um novo hotel da rede Taiwan esta sendo construído. O grupo Alphaville (condomínio) esta instalando o Alphaville Ribeirão Preto próximo ao Distrito de Bonfim Paulista e Rod. Antonio Machado Santana, que liga Ribeirão Preto - Araraquara e São Carlos). A empresa CTIS Digital acaba de inaugurar sua maior loja na Av. Presidente Vargas, ao custo de R$ 10 milhões (atualização: já fechou). Foi inaugurada nova subestação da Companhia Paulista de Força e Luz (CPFL), a obra demandou investimentos da ordem de R$ 6,5 milhões e acrescentará 7% na oferta de energia da cidade. A nova subestação é constituída por um transformador com potência de 26 mega volt ampere (MVA) e saída para cinco alimentadoras da rede de distribuição. O projeto está dimensionado para suportar a taxa de crescimento da cidade, podendo ser ampliado até 80 MVA e mais oito saídas alimentadoras. Foi lançado na Avenida Presidente Vargas o primeiro empreendimento mixing building da cidade o Trio Ribeirão, serão investidos aproximadamente R$ 100 milhões na construção de um edifício comercial e um residencial, além de um shopping anexo ao complexo. A Fundação Armando Álvares Penteado (FAAP) investirá R$ 8 milhões na construção de um novo prédio (onde abrigará o colégio) anexo ao campus da instituição, no bairro Jardim Flórida, onde são prestados cursos de pós-graduação e de extensão. O Grupo Pão de Açúcar esta construindo a sua primeira unidade Extra Hipermercados na cidade.
O grupo Multiplan irá construir na zona sul o Centro Profissional Ribeirão Shopping, uma torre com 288 escritórios e volume geral de vendas (VGV) estimado em 77,9 milhões de reais. Além de mais 150 lojas, dois hotéis de alto padrão, um aparthotel de alto padrão, dois edifícios corporativos, 04 torres residenciais, academia, deck-park e centro de convenções, com investimentos na ordem de R$ 670 milhões, chegando a R$ 750 milhões somados ao Centro Profissional.
O restaurante Ponto Chic de São Paulo (cidade) acaba de inaugurar uma unidade em Ribeirão, com investimento de R$ 1,2 milhões, gerando 50 empregos.
Grupo de investidores anunciaram a construção de mais de 3 mil unidades habitacionais para a zona sul da cidade e extensão de avenida até o Royal Park, numa área de 40.276 m², foram realizados 1.800 m de asfalto na via, restando apenas 800m para que chegue ao Royal Park. A avenida proposta pela prefeita sairá do Shopping Iguatemi, passando pelo Centro de Eventos Taiwan, chegando ao Royal Park.
Conforme solicitado pela Prefeitura de Ribeirão Preto, o grupo Multiplan iniciou as intervenções propostas para compensar o grande impacto que o megaempreendimento do Ribeirão Shopping irá proporcionar no seu entorno. O primeiro, o cruzamento em nível na Avenida Presidente Vargas com a Avenida João Fiúsa esta pronto, a segunda solicitação, também aprovada, será a obra viária para abertura da Avenida Coronel Fernando Ferreira Leite, da Avenida Brás Olaia Acosta até a Avenida Caramuru, em torno de 2 km, e o terceiro pedido foi a construção de um terminal rodoviário urbano, próximo ao shopping para atender, além dos frequentadores, a população da cidade.
A multinacional americana 3M inaugurou, em Ribeirão Preto, fábrica de Microesferas de Vidro Ocas, chamadas de Glass Bubbles, junto à planta da companhia na rodovia Antônio Machado Sant’Anna. Com investimentos de R$ 22 milhões, a capacidade de produção da fábrica é de 250 a 400 toneladas por mês. Foram abertos 26 novos postos de trabalho, que se juntaram aos 450 existentes, totalizando 476 empregos nesta unidade. É a primeira unidade desse tipo na América Latina e a quinta da empresa a entrar em operação no mundo, após as operações nos Estados Unidos (2), França e Coreia do Sul. A confiança da multinacional na demanda pelo produto está ligada às necessidades da indústria brasileira de utilizar matérias-primas mais resistentes e eficazes. As microesferas de vidro são misturadas a outros componentes, como resinas, polipropileno e cimento, tornando os materiais mais resistentes e leves. As microesferas podem ser aplicadas ainda em tintas, no setor de mineração e automotivo.
A Daslu loja de artigos de luxo vai abrir as portas em Ribeirão Preto em agosto de 2012. Será a primeira unidade da marca no interior paulista. Ela vai ocupar o espaço que foi da livraria Paraler, Ribeirão Shopping.
O grupo Caoa inaugurou mais uma unidade da concessionária Hyundai na cidade. A nova unidade vai gerar mais de 300 empregos diretos e indiretos, conta com um espaço de 11 mil m² e R$ 50 milhões foram investidos, com a perspectiva de vender 150 carros por mês.
O Banco do Brasil está em expansão na cidade, a primeira das duas novas agências bancárias na zona Sul de Ribeirão Preto, ficará na esquina das avenidas Independência e Itatiaia. A outra agência, ainda sem data de abertura, ficará, nas proximidades do bairro Jardim Botânico.
O 9º Grupamento do Corpo de Bombeiros, aproveitou as comemorações de seu 97º aniversário em Ribeirão Preto, para anunciar investimento na ordem de R$ 2 milhões na construção de uma nova sede, na zona Sul. O novo quartel será construído em um terreno de 5,8 mil metros quadrados doado pela prefeitura, entre as ruas Abrão Caixe e Rua do Professor, no Jardim Irajá. Com a construção, a sede administrativa e operacional da avenida Paschoal Innechi, no Jardim Independência, será transferida para o novo endereço.
Ribeirão Preto terá a 1ª unidade da rede alemã Vapiano no Brasil, a unidade de Ribeirão será a 2ª maior do mundo, com dois andares e quase 1.000 m², ficando atrás somente da principal loja de Munique, na Alemanha.
As empresas Bild Desenvolvimento, Perplan Empreendimentos, CP Construplan, em conjunto com o grupo hoteleiro Posadas, irão erguer o empreendimento denominado Civitas Completo Sul, que terá dois hotéis com as bandeiras Caesar Business e One Hotels by Caesar Business, um mall destinado a empresas de serviço premium e um flat, totalizando investimentos da ordem de R$ 150 milhões.
O Grupo Pão de Açúcar investiu R$ 5 milhões em novo supermercado que é a terceira unidade na cidade, foram gerados 150 empregos diretos e indiretos, o mesmo esta localizado na avenida Maurílio Biagi. O grupo inaugurou seu quarto supermercado, que fica no Bairro Nova Aliança, localizado na Zona Sul. O mesmo terá área de vendas de 1.270m². O Pão de Açúcar investiu R$ 12 milhões neste empreendimento, que contará com serviços diferenciados, atendimento especializado e um amplo sortimento em produtos, com mais de 18 mil itens. Além disso, a loja nasce com iniciativas sustentáveis, como a Estação Pão de Açúcar Unilever, Programa Caixa Verde, Coleta de Pilhas e Baterias, entre outras novidades.
O Colégio Marista estará construindo uma nova unidade na zona sul, com investimentos na 1ª etapa da ordem de R$ 15 milhões.
A rede Iguatemi em conjunto com a Vila do Ipê Empreendimentos, estão construindo o maior complexo imobiliário do Interior do Brasil, sendo composto por 1 shopping center de 44000 m2, 8 torres comerciais, 9 edifícios corporativos, 18 torres residenciais, 1 hotel, 7 condomínios horizontais, 1 escola, 1 centro de eventos e 1 campo de golfe. O master plan do complexo imobiliário já está com todos os empreendimentos aprovados pelas autoridades locais. O Shopping Iguatemi Ribeirão foi inaugurado no dia 30 de setembro de 2013, foram investidos R$ 259,5 milhões e gerados 3.516 novos empregos.
A GVT - Global Village Telecom, empresa de telecomunicações que atua nos segmentos de serviços de banda larga, telefonia fixa e TV por assinatura, iniciou suas operações em Ribeirão Preto, no mês de outubro de 2013. Inicialmente, 25 bairros serão atendidos, foram investidos R$ 36 milhões e gerados aproximadamente 800 empregos, sendo 200 diretos e 600 indiretos.
O grupo carioca de investimentos Vinci Partners, concluiu a compra do BRP - Banco Ribeirão Preto, banco com sede em Ribeirão Preto (313 km de São Paulo), o mesmo será chamado agora somente de BRP. Foram anunciados também que a instituição pretende quintuplicar a carteira de crédito atual para R$ 500 milhões até 2015. A expectativa de expansão considera a entrada de novos produtos do banco e a maior atuação geográfica. Antes restrito somente ao interior paulista, a nova fase do BRP terá abrangência nos Estados de Minas Gerais e da região Centro-Oeste do Brasil, regiões conhecidas como polos fortes do agronegócio nacional e mundial.
A construtora e incorporadora MZM, investirá em Ribeirão Preto, num terreno de 113 mil m² situado na zona sul, algo próximo de R$ 660 milhões, o empreendimento terá torres para uso comercial e residencial, hotéis e um espaço para abrigar uma rede varejista.
O grupo francês Frey anunciou investimentos da ordem de R$ 100 milhões, para a instalação de um centro de compras situado na rodovia que liga Ribeirão Preto-Bonfim Paulista, o centro terá grandes lojas nos mais diversos segmentos: supermercado, bricolagem, moda, construção, academia e lojas de departamentos. Serão gerados 1.200 empregos diretos neste mega empreendimento.
Foi inaugurada no bairro Nova Aliança, a nova sede administrativa da Caixa Econômica Federal, a unidade concentrará a superintendência e regionais de atendimentos, uma nova agência e sala exclusiva para o atendimento de 57 municípios que fazem parte da região administrativa de Ribeirão Preto. Com a inauguração da sede, que passa a atuar com um quadro de 180 funcionários, o município passa a ter um total de 18 agências do referido banco.
Foi inaugurado em maio de 2016, o Hospital Unimed Ribeirão Preto, projetado com os mais modernos conceitos da arquitetura sustentável, atendendo os mais rigorosos critérios internacionais de avaliação e de certificação, como o Leadership in Energy and Environmental Design (LEED), com a emprego de materiais de alta tecnologia que garantem a utilização racional e inteligente dos recursos naturais em benefício do meio ambiente. Construído em uma área de 20 mil m² na marginal da Rodovia Ribeirão - Bonfim Paulista, a nova unidade de média e alta complexidade conta com 140 leitos, sendo 120 de internação e 20 de UTI, e 10 salas de cirurgia, além de pronto atendimento de urgência e emergência, além do serviço de diagnóstico por imagem, exames gráficos, serviço de oncologia, laboratório, fisioterapia e reabilitação. Na fase dois será construída a segunda unidade de internação. A sede administrativa está prevista para a fase 3 e, na última etapa do empreendimento, um "medical center". Com cerca de R$ 70 milhões em investimentos, o hospital criará 800 novos postos de trabalho diretos. A Unimed tem hoje cerca de 150 mil clientes em Ribeirão. São 904 médicos cooperados distribuídos em 56 especialidades e mais 448 funcionários na operadora.

#### Zona Leste

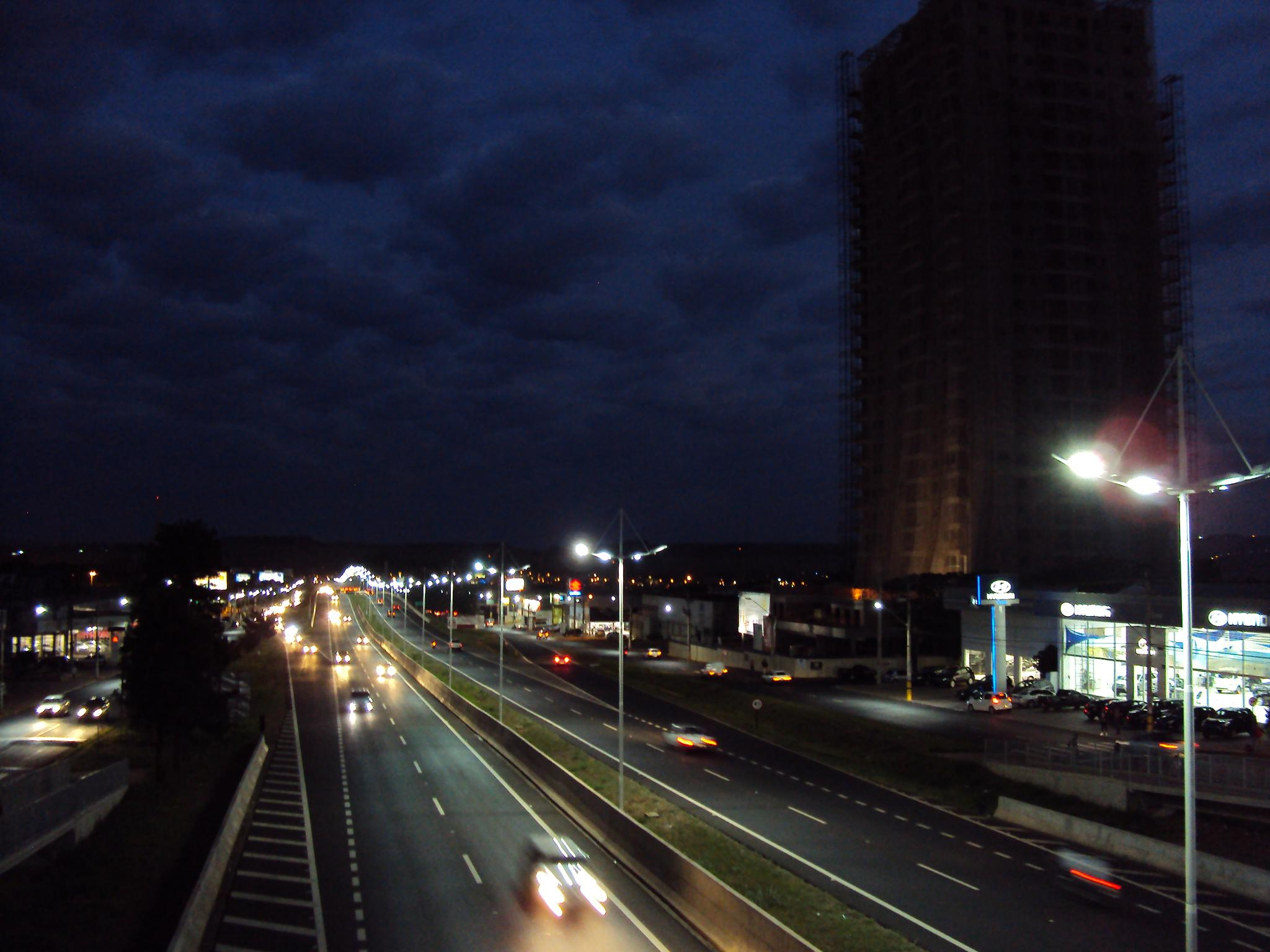
Avenida Castelo Branco (Principal via de acesso a Zona Leste)

A Zona Leste só perde para a zona Sul em valorização, a região deve ganhar mais força quando os bairros próximos da Vila Abranches avançarem com a duplicação da Avenida Henry Nestlé e o futuro viaduto sobre a Anhanguera, ligando a via à Avenida Guadalajara, no bairro Parque Industrial Lagoinha. A Rua Niterói é considerada o coração desta transformação acentuada, atraindo moradores e negócios, o número de novos moradores em três quarteirões da Niterói, de 732, passará para 3300 em três anos, com a entrega de novos imóveis.
O Novo Shopping esta em expansão, alguns hotéis estão em construção, haverá também nesta região um mega-complexo de galpões do Grupo Imediato para abrigar e sediar qualquer tipo de empresa, será construído defronte a Rod. Abrão Assed (que foi recentemente duplicada em 21 km, totalizando investimento de R$ 70 milhões) o estádio do Olé Brasil F.C. e o primeiro motel classe AA da região o Motel Coliseum. Outro investimento viário relevante nesta área, foi a construção de trincheira e viadutos na Avenida Castelo Branco (totalizando investimento de R$ 28 milhões), além de nova iluminação (totalizando investimento de R$ 1,3 milhão), diversos condomínios de prédios (residenciais e comerciais) estão em construção nesta região.  Algumas empresas multinacionais estão investindo em vários segmentos de negócios, tipo o Centro de Inteligência da Nestlé, a construção do mercado Atacadão do grupo Carrefour e do Sam's Club do grupo Wal Mart. Um novo hotel da rede Arco esta sendo construído. Estão sendo construídos no final da avenida Celso Charuri próximo a Rod. Anhanguera o Centro Empresarial Charuri do Grupo WTB, e o Cemitério Memorial Parque dos Girassóis, pois devido a expansão da população os três cemitérios existentes já não estão suportando mais a demanda, um dos empresários que fazem parte da construção deste empreendimento é o cineasta Fernando Meirelles.
Foi construída na Avenida Treze de Maio uma UPA - Unidade de Pronto Atendimento (Saúde) de porte III e a nova sede do Samu.
Foi construído na Rodovia Anhanguera o Sapato Shopping, empreendimento de R$ 16 milhões, que gerará aproximadamente 600 empregos diretos.
A empresa Brasif Máquinas inaugurou sua nova sede na Rodovia Anhanguera, no km 305, no Recreio Anhanguera, foram investidos R$ 5 milhões, numa área de 8.000 m², sendo 3.000m² de área construída.
Foi inaugurado no mês de agosto de 2011 o Teatro do Sesi, foram investidos R$ 6 milhões na casa de espetáculos, sendo R$ 4,5 milhões em obras de estrutura e R$ 1,5 milhão em equipamentos de som, imagem e iluminação. O Teatro do Sesi - Ribeirão Preto tem capacidade para 380 lugares.
O Grupo Arco Incorporadora, esta implantado na estrada do Piripau, próximo ao Parque dos Flamboyants, o loteamento Village Flamboyants, que terá 615 lotes de 8m por 20m. Foi aceito o pedido da prefeita Dárcy Vera, de asfaltamento da Estrada do Piripau, propiciando da abertura da avenida Alfredo Ravanelli, no trecho da rua Otávio Oliveira até o viaduto da ferrovia.
A rede de lanchonetes McDonald’s abrirá nova loja na Avenida Treze de Maio, gerando 190 novos postos de trabalho na cidade.
A empresa Atento está com 600 postos de trabalho em aberto na unidade localizada no bairro Lagoinha. A Atento Brasil abriu mais 1000 postos de trabalho em Ribeirão.
Foi construído um viaduto de 230 metros sobre a rodovia Anhanguera (SP-330), interligando as avenidas Guadalajara e Henri Nestlé, a obra, teve investimento da ordem de R$ 23 milhões.
Esta em construção um novo trevo que interligará as rodovias Anhanguera, Abrão Assed, Antônio Machado Sant’Anna e Castelo Branco, na zona Leste, o projeto prevê a construção de oito viadutos e 20 alças de acesso e de retorno, totalizando um complexo viário de 11,8 km de extensão.
A empresa portuguesa Kaffa investiu cerca de 3 milhões de reais para abrir uma fábrica de cápsulas de café em Ribeirão Preto. A expectativa da empresa é que a unidade tenha capacidade para produzir cerca de 60 milhões de cápsulas ao ano, para atender produtores de café que queiram atuar no segmento. As cápsulas da Kaffa são compatíveis com as máquinas da Nespresso, da Nestlé. A empresa portuguesa desenvolveu uma nova linha exclusiva para a companhia brasileira, chamada de Utam Uno.
Os moradores do bairro Manoel Penna poderão ter acesso direto à rodovia Antônio Machado Sant’Anna, próximo ao Novo Shopping. A MRV Engenharia bancará as obras da Avenida Professor Edul Rangel Rabelo, em parceria com a prefeitura, que desapropriou as áreas. Os 1.700 metros de continuação da avenida termina no trevo da rodovia. A obra custou R$ 8 milhões e deve facilitar o acesso ao local.
A multinacional Ambev esta implantando uma nova fábrica da Cervejaria Colorado, na margem da rodovia Anhanguera, ao lado do centro de distribuição do grupo, que possibilitará ampliar em cinco vezes a produção das cervejas Colorado – dos atuais 130 mil litros ao mês para 650 mil/mês, somente nesta fábrica. A nova linha de produção ficará junto com o disk chope e o setor administrativo da cervejaria artesanal.

#### Zona Norte

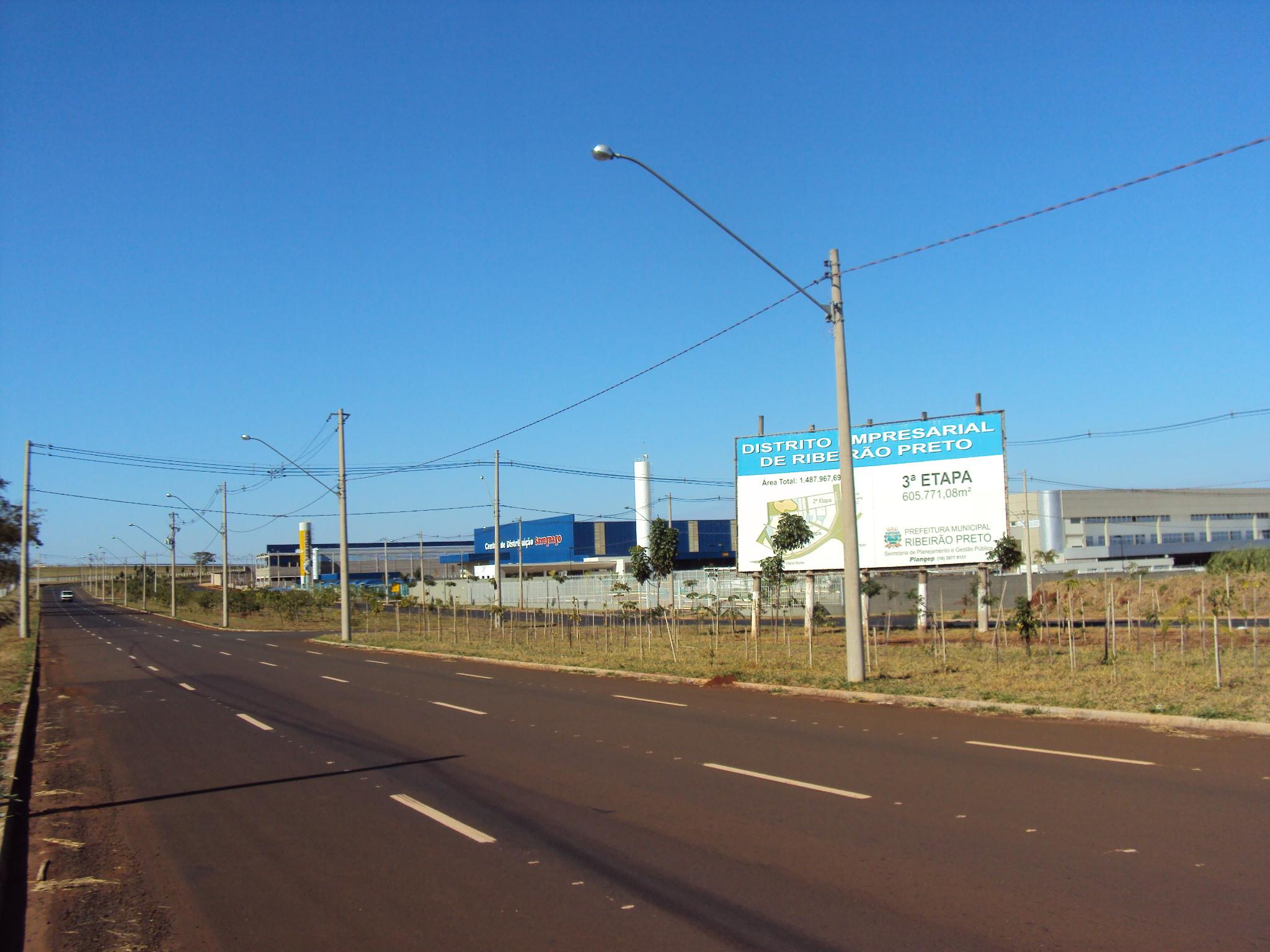
Distrito Empresarial de RP.

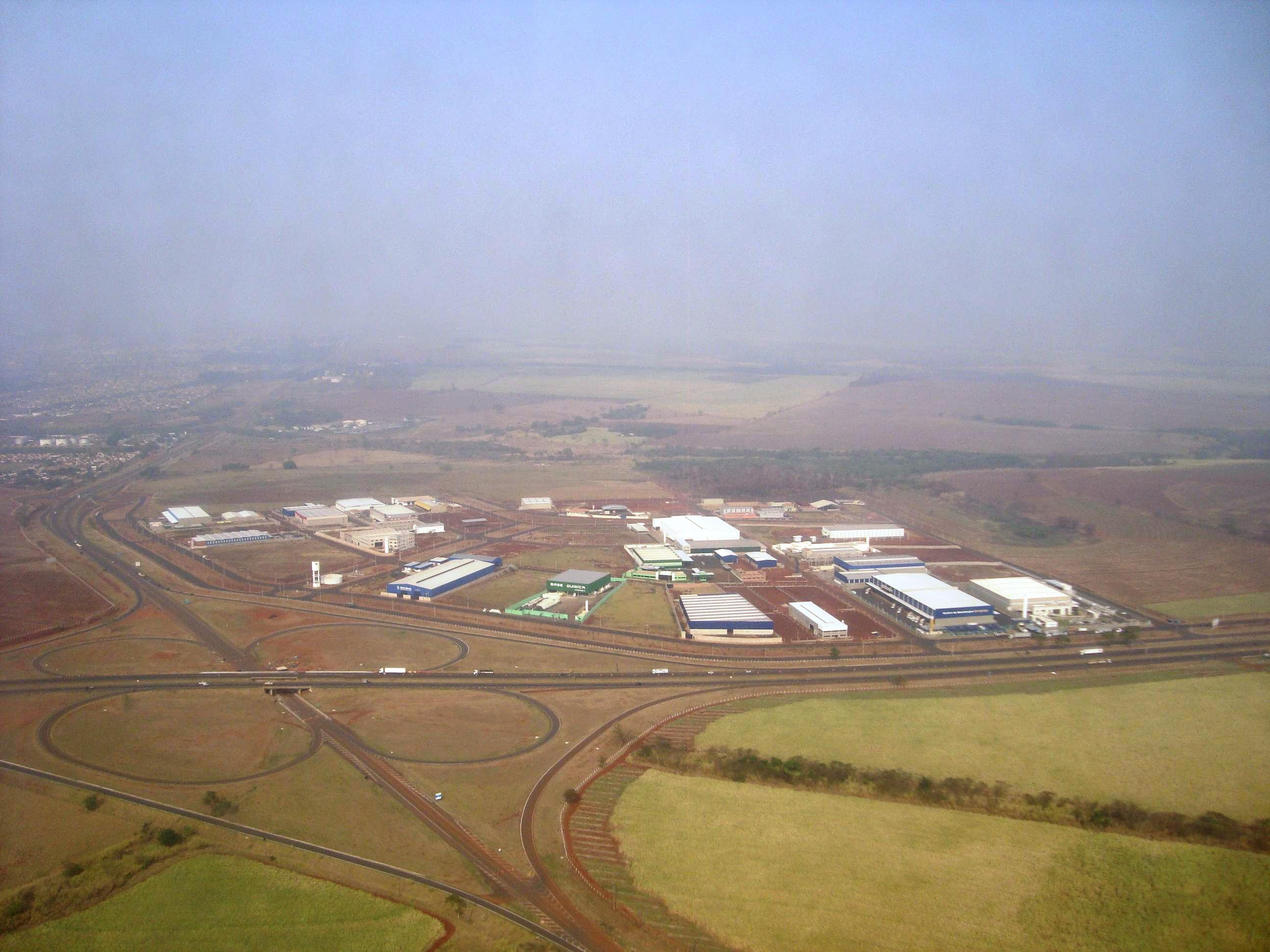
Vista Aérea do Distrito Empresarial na (Zona Norte).

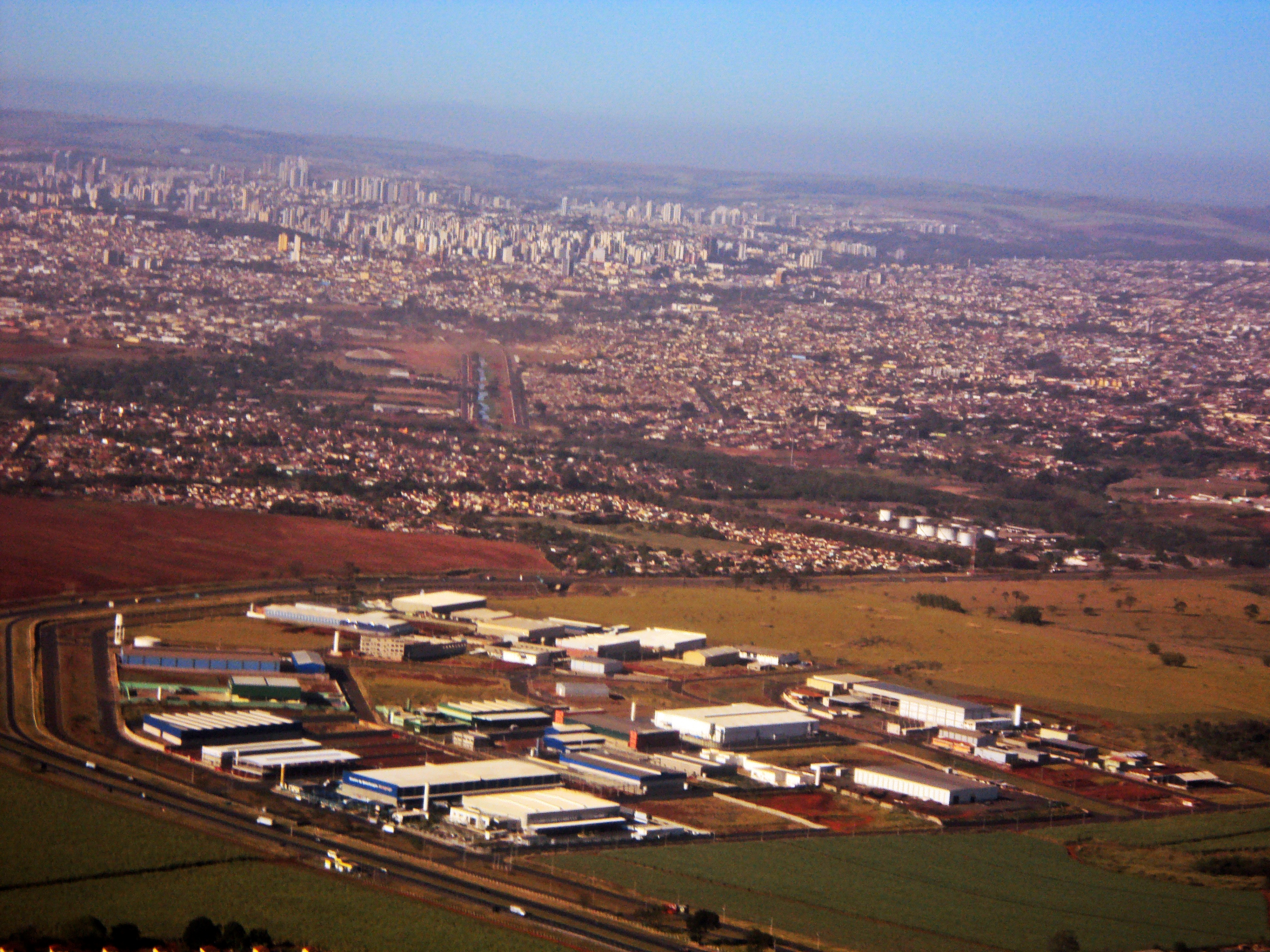
Vista aérea do Distrito Empresarial de Ribeirão Preto, com a região central da cidade ao fundo.

O distrito empresarial esta em pleno vapor, com algumas empresas já funcionando e outras diversas construindo suas unidades, a terceira etapa será lançada em 2010 disponibilizando mais 116 lotes. O dispositivo de acesso ao Ceasa foi remodelado, foi construído um dispositivo na avenida Brasil, em desnível para melhorar o acesso para a Rodovia Anhanguera, a Maternidade Mater será ampliada e transformada no Hospital da Mulher, diversos condomínios de prédios (residenciais) estão em construção, além de alguns conjuntos habitacionais. O grupo Anhanguera construiu uma unidade da Faculdade Anhanguera na Av. Eduardo Andrea Matarazzo (via expressa que liga a zona norte ao centro da cidade) mais conhecida por todos como Via Norte. O Aeroporto Leite Lopes está recebendo investimentos, como a ampliação e modernização do terminal de passageiros, novo sistema de acesso, além da construção de novos hangares da Passaredo Transportes Aéreos. Os grupos Carrefour Bairro e Ricoy Supermercados, acabaram de instalar unidades nesta área. A empresa multinacional italiana Lavor Wash estará ampliando sua fábrica. Será construído o Complexo Cultural Cianê/Matarazzo na antiga fábrica de tecidos Cianê. O grupo Halna esta construindo entre a Rodovia Anhanguera e a Avenida Brasil um condomínio de galpões, que ocupará um total 67 mil m² de área, serão investidos em torno de R$ 85 milhões. Com a regularização do loteamento Jardim das Oliveiras, nasce o primeiro bairro residencial após o anel viário contorno norte. O Governo Federal liberou cerca de R$ 2,4 milhões para reforma do Parque Permanente e Exposições, com objetivo de fomentar a realização de exposições agropecuária, principalmente para impulsionar a volta da Feapam. Será instalada no Parque Permanente de Exposições a UTRA - Unidade Técnica Regional de Agricultura, vinculada à Superintendência Federal de Agricultura, tem a tarefa de descentralizar as ações administrativas do Ministério. A unidade atenderá 66 municípios.
A avenida Eduardo Andrea Matarazzo (via expressa que liga a zona norte ao centro da cidade) mais conhecida por todos como "Via Norte" será totalmente remodelada, aliás, será a maior obra de revitalização da história da cidade. Com isso Ribeirão Preto vai ganhar um parque linear completamente revitalizado, em uma área que compreende 596 mil m², num trecho de aproximadamente 7 km entre a rotatória Amin Calil e o bairro Adelino Simioni, na zona norte, o custo desta obra está orçada em R$ 7,69 milhões.
A Santa Helena Doces, fabricante de confeitos à base de amendoim, está com 97 oportunidades de trabalho em Ribeirão Preto, a empresa possui 1.250 funcionários e esta construindo uma nova fábrica ao lado da sede da empresa. Com 70 anos completados neste ano de 2012, a Santa Helena, investiu R$ 30 milhões na nova fábrica, que abriu 100 postos de trabalho e tem capacidade para produzir 4 mil toneladas.
A empresa moveleira Grif Aplicação e Decoração Ltda, gera 205 empregos diretos e 600 indiretos, com a ampliação do seu parque fabril no Distrito Empresarial, serão gerados 50 novos postos de trabalho.
Foi inaugurado o Shopping Rural de Ribeirão Preto, que será administrado pela Coopercitrus e Concessionária Valtra, gerando mais de 50 empregos diretos, movimentando a economia da cidade.
Ribeirão Preto terá novo bairro na zona norte, próximo à antiga usina Galo Bravo. Planejado após estudo de expansão urbana feito pela Secretaria de Planejamento, o bairro deve ter 15 mil casas e 40 mil novos moradores.
Ribeirão Preto será a primeira cidade do Brasil a ter uma biblioteca-parque, o projeto prevê duas portarias, uma entrada pela Via Norte e outro acesso pela avenida Costa e Silva. Será construído um estacionamento amplo na parte de baixo, na região da Via Norte. A biblioteca funcionará em duas edificações, somando 2 mil metros quadrados de área total, no total serão R$ 4,5 milhões, sendo: R$ 4 milhões para serviços de construção, R$ 500 mil para acervo e mobiliário. Serão repassados pelo Ministério da Cultura R$ 3.700.000,00 e R$ 800 mil como contrapartida da Prefeitura Municipal.
Será construída no entorno do bairro Jardim Aeroporto uma ciclovia com o intuito de atender muitas pessoas da comunidade que usam bicicletas para ir trabalhar, uma vez que não contam com estrutura de uma ciclovia para garantir sua segurança. Desta forma, são obrigados a dividir a pista da Thomas Alberto Watelly com carros, motos e caminhões. Já existe um abaixo-assinado com quase mil assinaturas pedindo essa via. O Deputado federal Nelson Marquezelli é o autor da emenda que destinou o recurso de R$ 1 milhão que será utilizado na construção da ciclovia no entorno do Aeroporto Leite Lopes.
A Prefeitura de Ribeirão Preto arrecadou R$ 10 milhões com a venda de 37 lotes do Distrito Empresarial. Trinta e três empresas participaram da disputa e 17 delas ofereceram preços melhores, conseguindo adquirir terrenos cujos preços variaram entre R$ 58 mil e R$ 2,4 milhões. A segunda etapa do Distrito Empresarial abrange uma área de 70 mil metros quadrados e, atualmente, 30 empresas funcionam no local. Os terrenos da terceira fase serão entregues ainda neste ano de 2012.
Com investimentos de US$ 580 milhões, a Passaredo Linhas Aéreas terá mais 26 novas aeronaves até 2015. Hoje são 14 aviões na frota. A companhia recebeu em Ribeirão Preto o primeiro avião desse pacote, o ATR 72-600, que entrará na rota até julho de 2012.
A terceira etapa do Distrito Empresarial, localizado no Anel Viário Norte, oferecerá espaço para que mais 95 indústrias se instalem no local, além das 33 empresas já instaladas no mesmo. A previsão é de que ao final das três etapas, o distrito tenha cerca de 130 empresas, que gerarão aproximadamente 8.500 empregos. Foram assinados os 12 primeiros contratos de vendas pertinentes aos lotes da terceira etapa do Distrito Empresarial. A partir da assinatura, as 12 empresas têm dois anos para instalarem suas unidades. Apenas duas empresas locais, com seis lotes cada, compraram 68 mil metros quadrados de área: a Tracan e Aço Riber, por cerca de R$ 7 milhões cada. A Tracan irá gerar 200 novos postos de trabalho, chegando ao total de 500 vagas na cidade.
A empresa italiana ADR, especializada na fabricação de eixos para caminhões e implementos agrícolas, que possui uma oficina na cidade, terá também uma unidade industrial, que será construída na terceira etapa do Distrito Empresarial, com esta nova unidade, serão criados 70 novos empregos diretos. Somente na compra dos lotes integrados, foram investidos 2,7 milhões de reais, atualmente, a ADR possui uma área de 4.000 m² e a previsão é de que para o início de 2017 já esteja com 8.000 m² em pleno funcionamento, reunindo toda a produção na cidade de Ribeirão Preto.
Seis empresas (ADR Brasil Eixos, Mafralog, Riberfoods, Flor de Seda, CF Comércio de Sistema Contra Incêndio e Superfrio) arremataram no mês de janeiro de 2014, por R$ 10,8 milhões, mais 23 lotes de terrenos do Distrito Empresarial. Com destaque para a multinacional ADR, que adquiriu 02 lotes, por R$ 2 milhões, a Mafralog adquiriu 14 lotes, por R$ 2,6 milhões, a CF Comércio e Sistema Contra Incêndio adquiriu 02 lotes, por R$ 2,3 milhões, já a Riberfoods, adquiriu 02 lotes, por R$ 3 milhões.
Será instalado no bairro Campos Elíseos, o campus do IFSP – Instituto Federal de Educação, Ciência e Tecnologia-, nos galpões da antiga Cianê, que contempla uma área de 40 mil m², com dois acessos para duas grandes importantes avenidas da cidade, a Marechal Costa e Silva e a Eduardo Andrea Matarazzo (Via Norte).
A Prefeitura de Ribeirão Preto vendeu seis áreas remanescentes no Parque Industrial Avelino Alves Palma por R$ 4,3 milhões. As áreas comercializadas variam de 529 m² a 6,1 mil m² e estão localizadas junto à rodovia Anhanguera. Toda a infraestrutura necessária para a implantação das empresas no local será por conta dos adquirentes.
Ribeirão Preto ganhará mais uma grande rede atacadista no setor de supermercados. É o Tenda Atacado, presente hoje nas principais cidades da Grande São Paulo e que vem se expandindo para o interior do Estado. A unidade está sendo construída na avenida Marechal Costa e Silva, ao lado dos galpões da antiga Cianê. Gerando cerca de 800 empregos diretos e indiretos. A unidade está localizada na Avenida Marechal Costa e Silva, 1.231, Campos Elíseos, e conta com 6,7 mil m² de área construída, 4,5 mil m² de área de vendas, 20 caixas, 300 vagas de estacionamento e três docas.
A multinacional chinesa Sol-Millennium, adquiriu uma área de 5.000 m² na terceira etapa de ampliação do Distrito Empresarial de Ribeirão Preto, onde implantará uma planta de 8.000 m² de área construída em um investimento de USD 6.000.000, que na cotação atual, dará 21 milhões de reias. Estima-se que serão gerados pelo menos 150 empregos diretos com o objetivo de abastecer os mercados do Brasil, América do Sul, Américas Central e do Norte com a mais moderna tecnologia de dispositivos médicos de segurança.

#### Zona Oeste

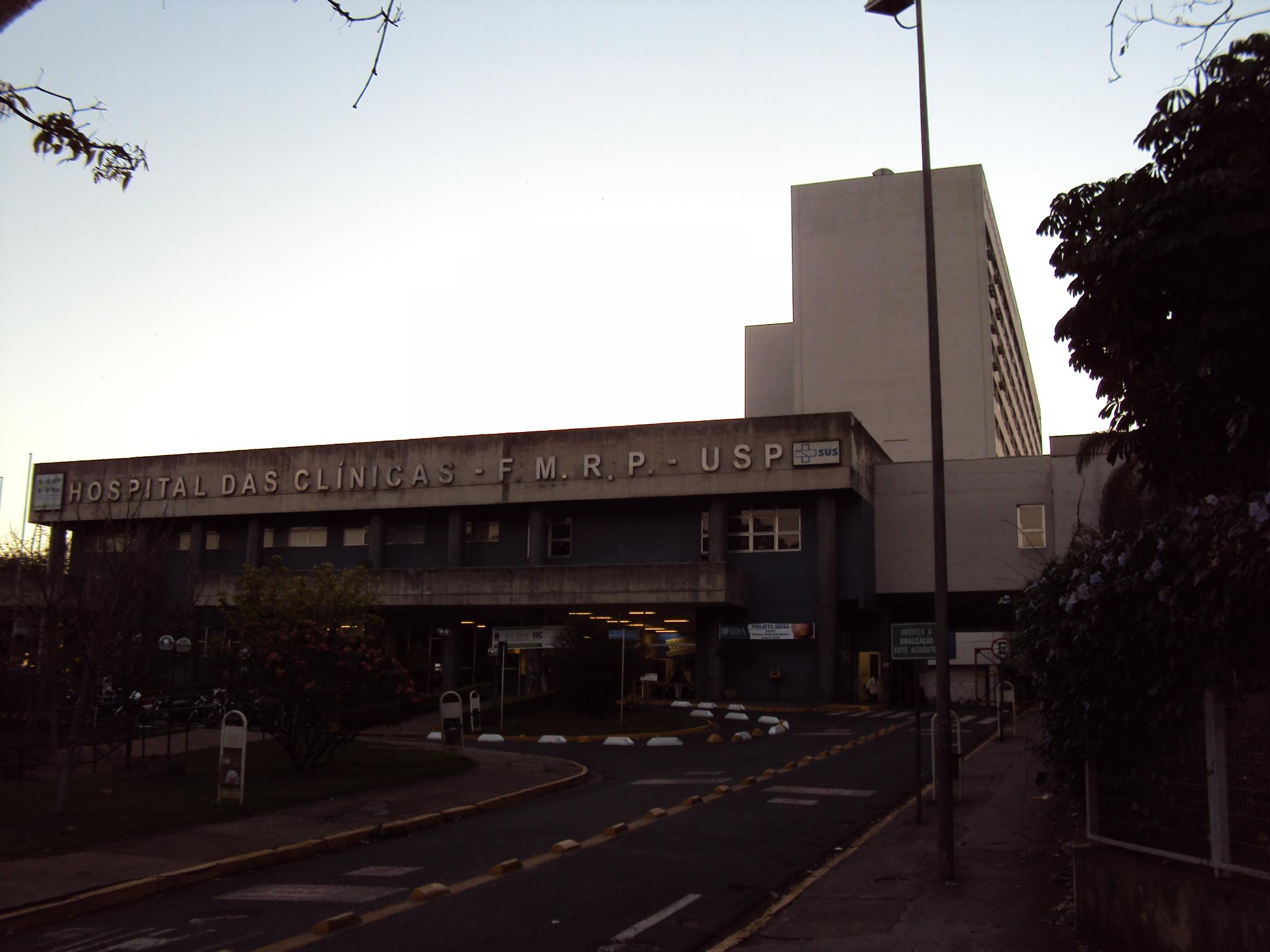
Hospital das Clínicas "Campus" - USP Ribeirão

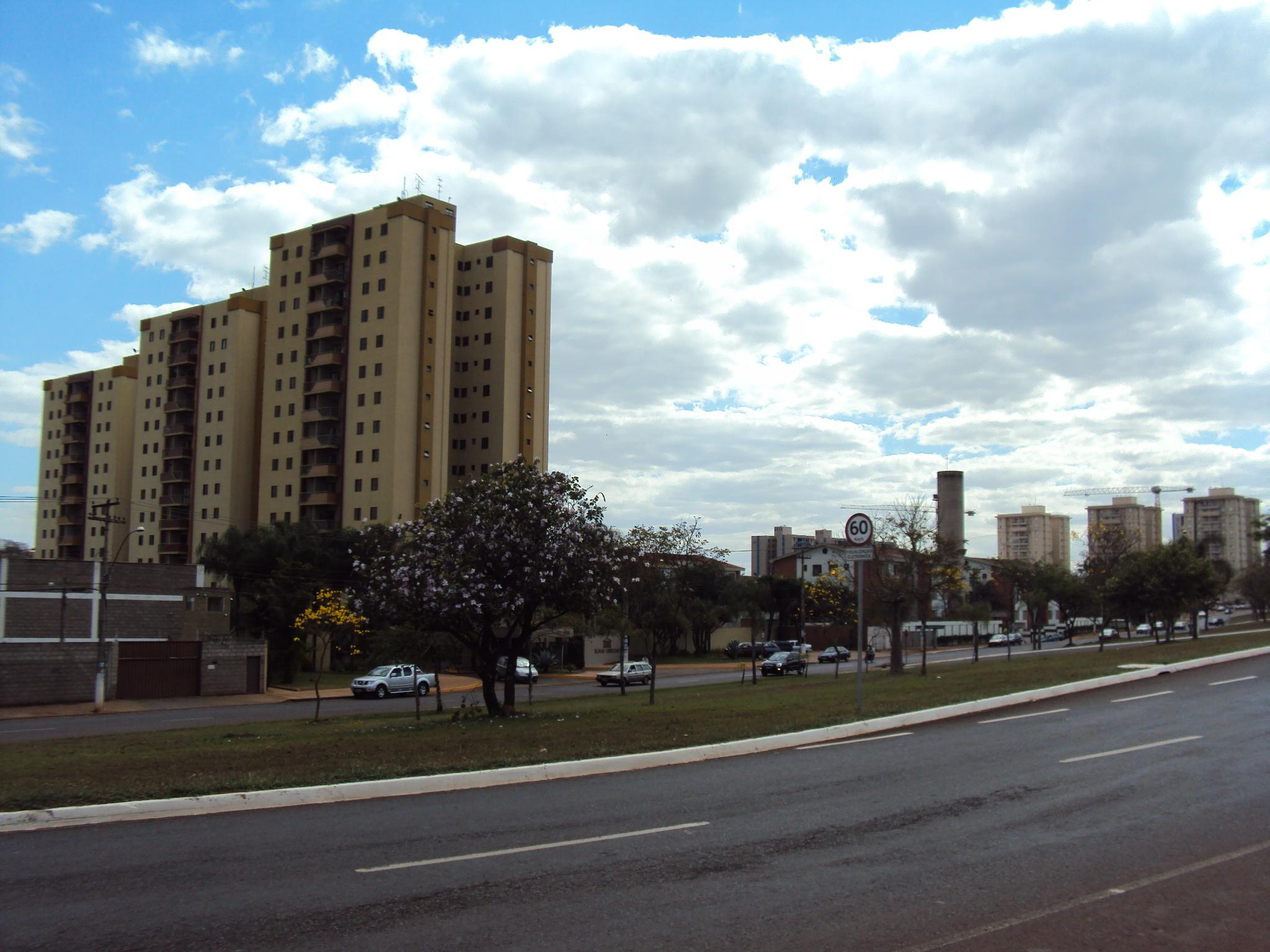
Avenida Caramuru - Principal via de acesso entre as Zonas Oeste e Sul

Esta sendo implantado o Parque Tecnológico de Ribeirão Preto (voltado para as áreas de Saúde, Biotecnologia e TI) ao lado do campus da USP, será construído o Instituto de Reabilitação Lucy Montoro, esta sendo construído o HC Criança. Diversos condomínios de prédios (residenciais) estão em construção, além de alguns conjuntos habitacionais, será construído também nesta região o Shopping Vila Planalto, além do Parque Ecológico Rubem Cione, que será o maior da cidade. Os grupos Carrefour Bairro e Ricoy Supermercados, acabaram de instalar unidades nesta área. A Feira Internacional “Agrishow”, será ampliada e estará recebendo diversos investimentos privados e públicos nos próximos anos, a concessionária Vianorte esta construindo novos acessos ao estacionamento da feira, totalizando investimento de R$ 6,8 milhões. Será construída na Vila Virgínia uma UPA - Unidade de Pronto Atendimento (Saúde) de porte II.
A Rede Record inaugurou sua nova sede na cidade, com investimentos de R$ 10 milhões, numa área de 3 mil m² tornando-se o maior complexo de jornalismo da emissora fora da sede, em São Paulo.
O curso de Biologia da USP Ribeirão projeta um museu de R$ 120 milhões, este equipamento depois de pronto, com o nome de Museu de História Natural da USP de Ribeirão Preto será o 6º maior do mundo, em termos de exposição pública. Segundo os pesquisadores, ele poderá ser comparado aos grandes museus de Nova Iorque e Londres.
A Cervejaria artesanal Invicta inaugurou uma fábrica e bar em Ribeirão Preto, gerando 80 novos empregos diretos e indiretos, totalizando investimentos de R$ 1 milhão.
Será construído no bairro tradicional da Vila Virgínia o maior edifício da cidade, o Patriarca Residencial, com 34 andares.
A Rede Supermercados Savegnago assumiu as lojas Carrefour Bairro fechadas na Avenida Caramuru e Rua Acre, além de outras lojas na região, serão investidos R$ 40 milhões para deixar as mesmas no padrão da rede, além de recrutar os funcionários que já trabalhavam nas lojas, absorvendo de 60% a 70% do quadro. Além disso, 1.000 novas vagas serão abertas e serão gerados cerca de 500 a 800 empregos indiretos.
Foram entregues 535 casas populares, referentes à segunda etapa do conjunto Jardim Paulo Gomes Romeo, onde está localizado um grande complexo habitacional. Totalizando desde 2009 a entrega de 2.641 unidades, entre casas e apartamentos, incluindo o Programa Municipal de Desfavelamento, que já beneficiou 1.248 famílias e tem outras 61 com a mudança prevista para casas populares.
O Planalto Verde, bairro da zona Oeste de Ribeirão, vai ganhar três novas torres residenciais, ao lado do supermercado Savegnago, o investimento é da Vitor Darkoubi Empreendimentos e Participações, o investimento nas torres será em torno de R$ 22 milhões. Na mesma área será construído em 2014 o shopping Vila Planalto, na mesma área de 20 mil metros quadrados que será dividida em 12 mil metros quadrados para os 300 apartamentos e 7 mil metros quadrados para o shopping.
Será construído na Avenida Manir Calil, um mega complexo com prédios residenciais e comerciais, o empreendimento terá seis torres residenciais com 624 apartamentos e uma torre comercial com salas comerciais, centro de convenções, três cinemas, academias e um hotel com 208 apartamentos. O projeto ainda inclui o Clube Portuguesa que será revitalizado.
Ribeirão Preto ganhará um complexo de lazer, cultural e gastronômico, que receberá investimento na ordem de R$ 280 milhões. O mesmo terá um shopping de dois andares com 146 lojas, uma casa de shows no estilo Credicard Hall com 1.700 poltronas removíveis que podem dar espaço a 3.500 pessoas em pé, praça de alimentação com 20 opções, além de nove restaurantes selecionados e cinco salas de cinema. Será inserido neste empreendimento seis prédios, sendo dois hotéis, dois comerciais e dois flats. O complexo terá 120 mil m² e um estacionamento com 1.450 vagas cobertas, localizado na Avenida Carumuru.
A expansão imobiliária estabelece novos contornos para o futuro comercial em locais específicos em Ribeirão Preto, a Avenida Caramuru é um considerado um deles, devido sua ótima localização. A via será um dos canais que dão acesso à região do futuro Shopping Iguatemi, com previsão de inauguração no primeiro semestre de 2013.
Será construído na USP-RP, o Prédio do Ciclo Básico, vale ressaltar que este equipamento abrigará os departamentos de: Bioquímica e Imunologia, Biologia Celular e Agentes Patogêncios, Farmacologia, Fisiologia e Genética, com uma área construída de 24.500m². O investimento será superior a R$ 65 milhões.
A cervejaria artesanal Invicta se prepara para aumentar sua produção com o novo espaço que a fábrica ocupará a partir do segundo semestre de 2015. Há 4 anos em uma área de 400 m², a produção vai se mudar para um prédio da Avenida do Café de 4 mil m², que abrigava a academia Sport & Cia, ou seja, dez vezes maior que a estrutura atual. Atualmente, a Invicta produz 35 mil litros de cervejas por mês, já a nova fábrica possibilitará o aumento para 50 mil litros mensais.
Será construído próximo ao Parque Tecnológico e ao Campus da USP, o conjunto habitacional Liliana Tenuto Rossi, que terá 464 unidades destinadas ao público da faixa II do programa Minha Casa, Minha Vida. São unidades com 75,74 de área total construída, com três dormitórios e churrasqueira. A licitação já foi concluída e as obras devem começar em agosto de 2015, com prazo de construção de 24 meses.

#### Centro

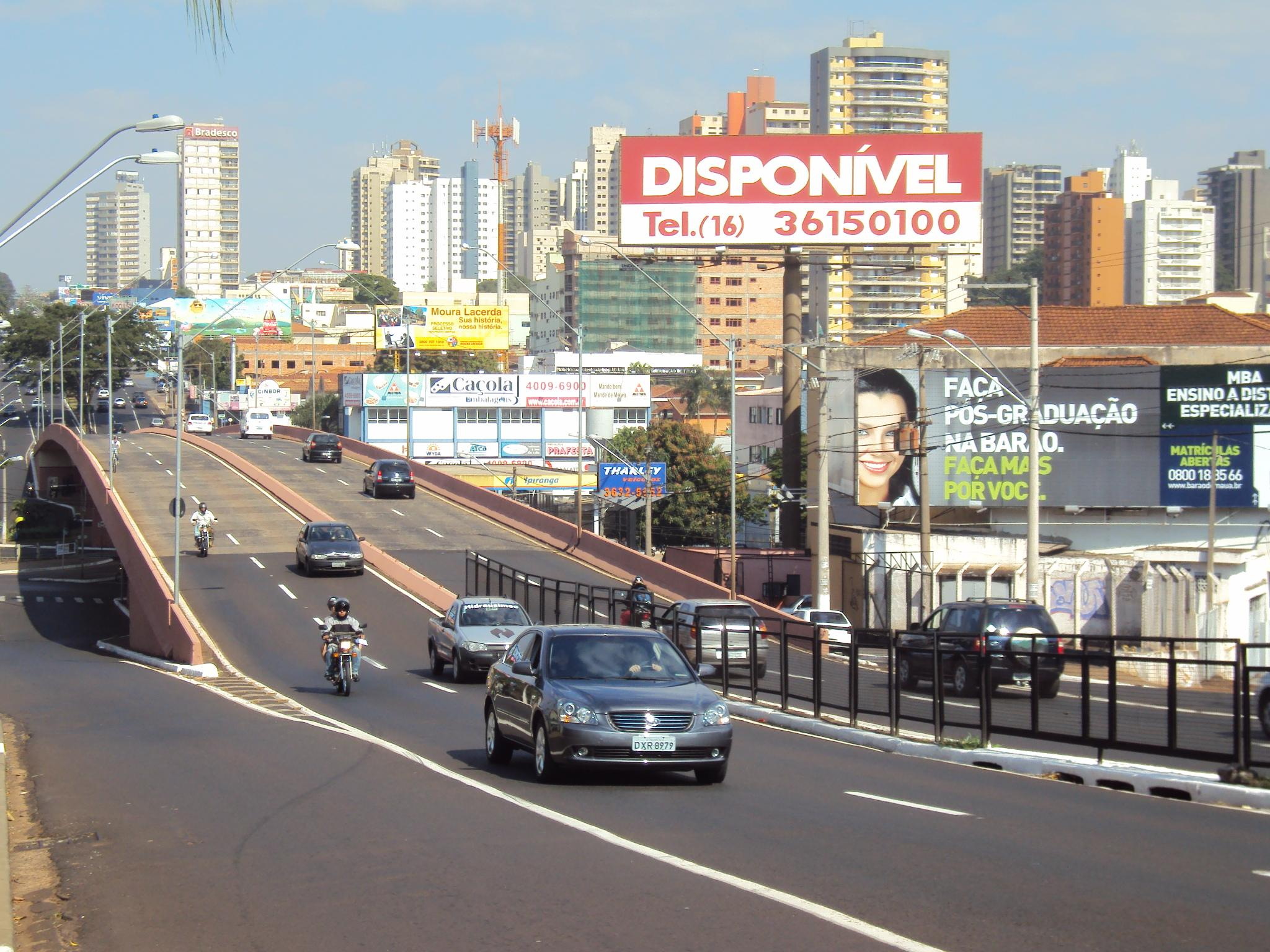
Complexo Viário da Região Central de Ribeirão Preto

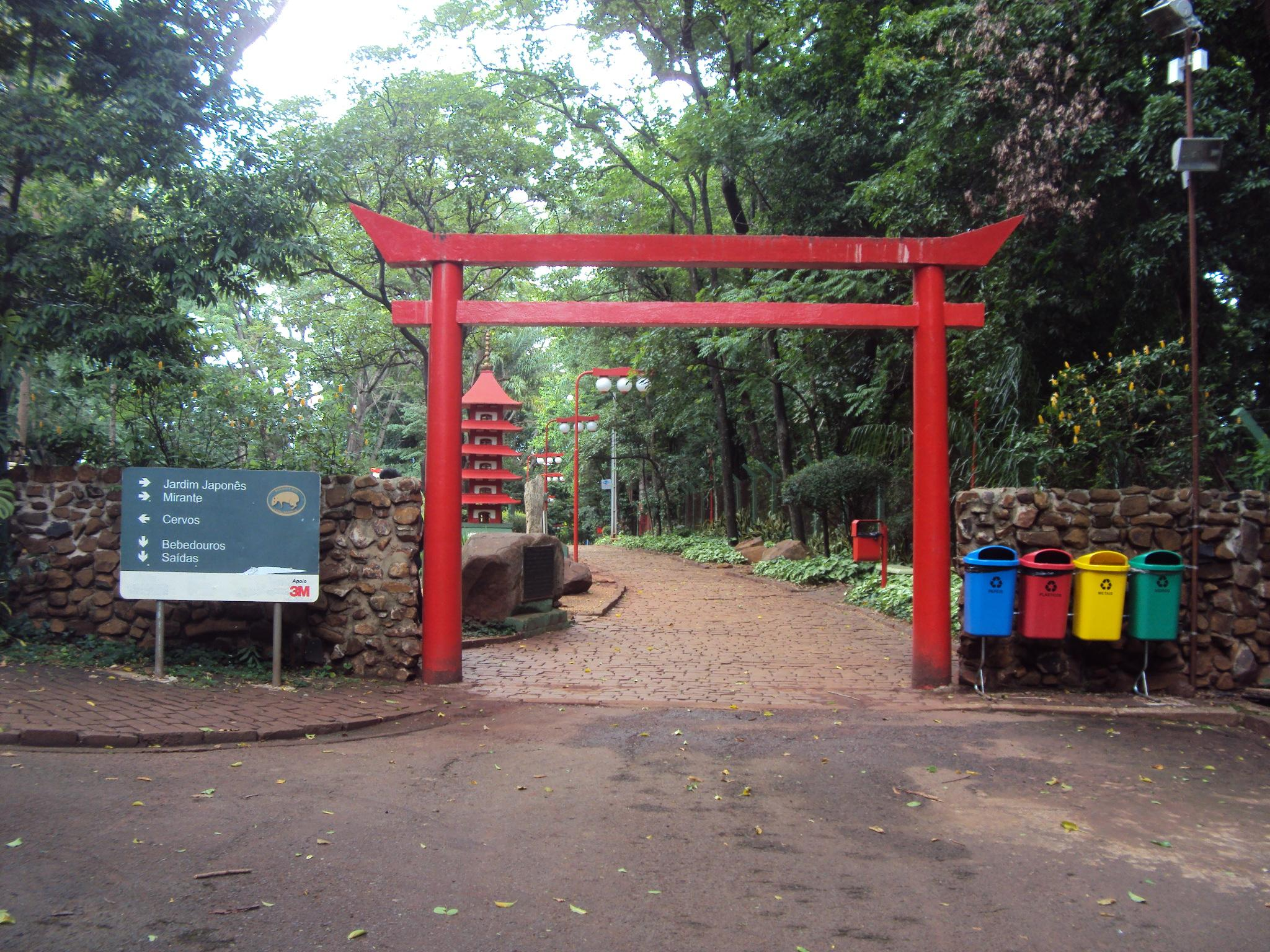
Entrada do Jardim Japonês no Bosque/Zoo “Dr. Fábio Barreto”

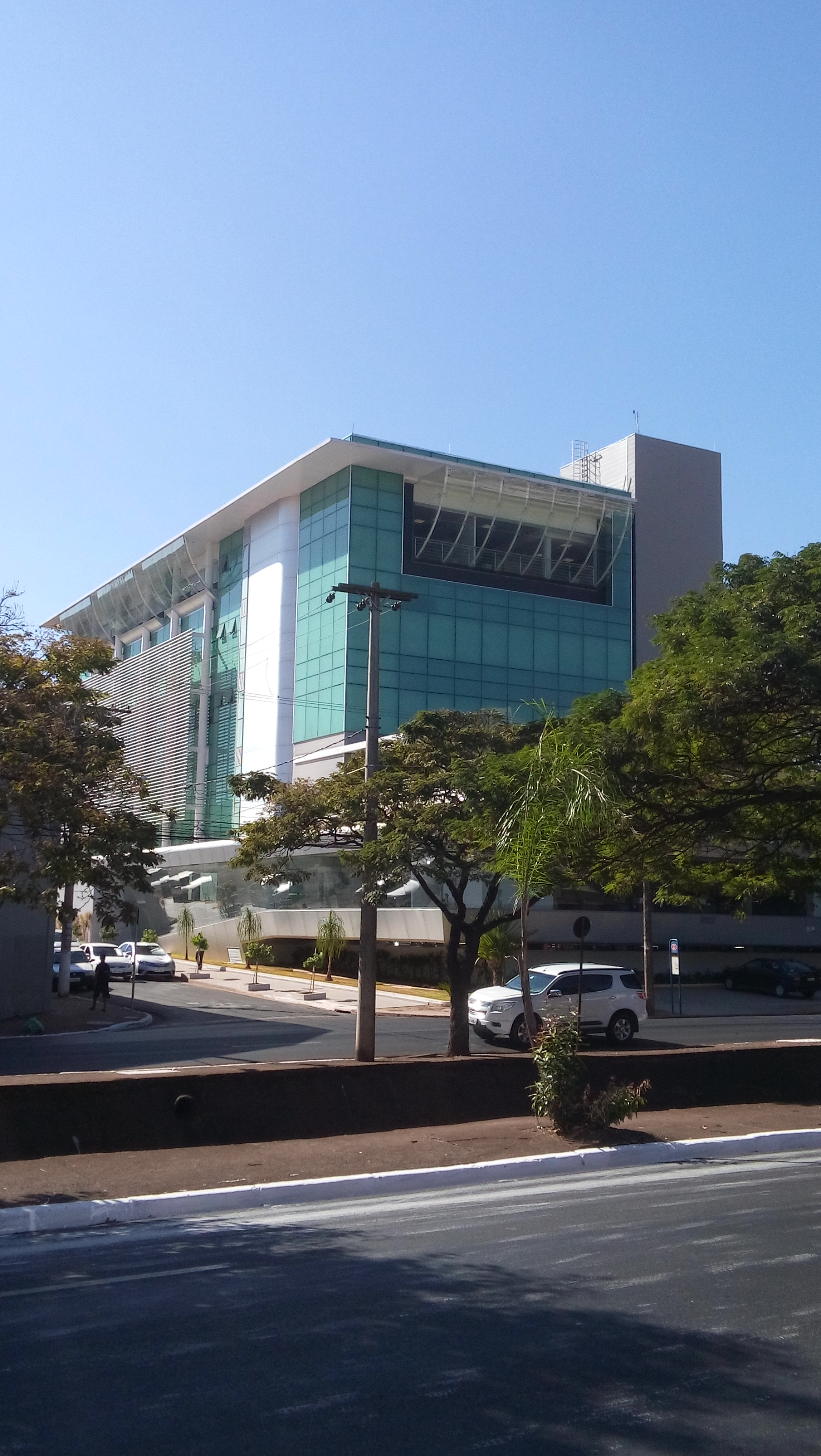
Sede da Sicoob Credicoonai na Av. Francisco Junqueira.

Uma mega-obra antienchente esta em execução entre os córregos Retiro Saudoso e Ribeirão Preto bem no coração da cidade, será construído na antiga fábrica da Antarctica um museu do chope e um grande centro de compras, o Shopping Santa Úrsula esta passando por revitalização e expansão. O grupo Ricoy Supermercados, instalou recentemente uma unidade nesta área. Diversos equipamentos públicos estão em construção, como unidade de saúde, prédio da Coderp, entre outros. O Terminal Rodoviário esta sendo revitalizada e modernizado, a Praça das Bandeiras acabou de ser revitalizada. Esta em estudo a construção de um terminal de ônibus e um shopping popular para abrigar os vendedores ambulantes. Estão em construção dois hotéis no centro, um da rede Comfort e outro da JR Hotel, além do Grande Hotel que deverá ser reinaugurado.
A unidade do HC Emergência ganhará mais dois novos prédios C e D. A Rede Cinépolis México, maior operadora de cinemas da América Latina inaugurou no Shopping Santa Úrsula 8 salas de cinema, tornando Ribeirão Preto a única cidade do Brasil a ter num mesmo local três salas com a exclusiva tecnologia 3D.
O Hospital São Francisco esta investindo somente em 2010 R$ 6 milhões em materiais, equipamentos e estrutura física. Deste total, cerca de R$ 3 milhões são destinados à nova unidade de emergência e pronto-atendimento, que terá capacidade para até 20 mil atendimentos por mês. A segunda loja Assaí que o Pão de Açúcar abrirá na rotatória da avenida Treze de Maio, irá gerar 190 empregos. O grupo JR Hotel inaugura em 2011, seu primeiro hotel em Ribeirão Preto. Será inaugurado em junho de 2011, o Centro de Referência em Especialidades de Saúde, com investimentos da ordem de R$ 3,9 milhões.
A avenida Francisco Junqueira a partir do mês de maio de 2011, terá três faixas de rolagem, com intuito de melhorar a fluidez do trânsito na região central, com isso será proibido estacionar ao longo dos 3,6 km da via.
A rede de lojas de calçados Humanitarian está com 140 vagas temporárias, com possibilidade de efetivação para vendedores abertas para as lojas localizadas na região central de Ribeirão Preto.
O antigo prédio da Cervejaria Antárctica, será transformado num mega empreendimento, que terá a construção de um shopping (com mais de 300 lojas), de um terminal de ônibus coletivo, de uma faculdade e de edifícios comerciais. Serão gerados aproximadamente 5 mil postos de trabalho, além da criação de 4 mil vagas de estacionamento.
O antigo espaço do shopping Santa Úrsula, que até dezembro do ano passado era utilizado pelo supermercado Ricoy, será ocupado pelas Lojas Renner, ainda no primeiro semestre de 2012.
Foi liberada ao trânsito a nova ponte da rua Florêncio de Abreu. A nova ponte, que faz parte da terceira etapa das obras antienchentes, foi substituída para aumentar a vazão do córrego. A ponte anterior contava com 8m x14m. A nova tem 15,40m x19m.
Serão aplicados R$ 7 milhões em obras de fiação subterrânea e manutenção das redes de água e esgoto, perfazendo um total de dez quarteirões da região central, a obra civil será executada pela CPFL - Companhia Paulista de Força e Luz.
Como parte do plano de revitalização do centro, a Prefeitura de Ribeirão Preto (a 313 km de SP) pretende restaurar a praça Francisco Schimidt, localizada perto do terminal rodoviário, na região da Baixada. A maria-fumaça Phantom, instalada na praça Francisco Schimidt, ao lado da UBDS (Unidade Básica Distrital de Saúde) Central de Ribeirão Preto (313 km de SP), deverá passar por um processo de restauração estimado em R$ 300 mil.

## Empreendimentos

### Expansão urbana
Ribeirão Preto passa hoje por uma grande expansão urbana, focada principalmente em cinco polos nas regiões sul, leste e oeste da cidade: as Avenidas Maurílio Biagi e Celso Charuri, o bairro Jardim Botânico, a Avenida Professor João Fiúsa e os entorno do Golfe, como os bairros Nova Aliança Sul e Jardim Nova Aliança. Estas regiões concentram atualmente 55 novos empreendimentos entre residenciais e comerciais em fase de construção.
 Isto sem contar os bairros Lagoinha, Interlagos, Iguatemi e Ribeirânia na zona leste, e os bairros Ipiranga, Sumarezinho e Monte Alegre na zona oeste, inclusive será lançado em breve um mega projeto de urbanização nesta região, da Fazenda Conquista, de 16 milhões de metros quadrados, localizada ao lado da USP – Universidade de São Paulo, será destinado a atividades residencial, comercial e serviços.
O principal eixo de desenvolvimento de Ribeirão Preto que representa a grande onda que vem tomando conta da cidade nas últimas duas décadas, esse eixo é a Avenida Presidente Vargas, que começa junto à região central e se estende por toda a Zona Sul. No trecho que vai do cruzamento com a Avenida Nove de Julho — marco inicial da Pres. Vargas — até o Anel Viário Sul, formou-se um importante corredor urbano cuja maior vocação é o comércio e os serviços, uma tendência reforçada pelas presenças do Ribeirão Shopping, bares e restaurantes, agências bancárias e de imponentes prédios corporativos.

## Obras de mobilidade urbana
O prefeito Duarte Nogueira (PSDB), confirmou nesta sexta-feira (2/8/19) que as obras de mobilidade em Ribeirão Preto (SP) devem demandar um investimento adicional de R$ 190 milhões. Além dos R$ 310 milhões do Programa de Aceleração do Crescimento (PAC 2), o programa Ribeirão Mobilidade deve movimentar um total de R$ 500 milhões em 27 projetos de infraestrutura, entre trabalhos que já estão em andamento e outros com início programado entre agosto deste ano e janeiro de 2020. O valor extra será aplicado em recapeamento asfáltico, ampliação de avenidas como a Coronel Ferreira Leite e estudos sobre tráfego e transporte público não contemplados no pacote do governo federal.
Este conjunto de obras viárias, transformaram a estrutura urbana da cidade, oferecendo maior segurança, conforto e agilidade no deslocamento da população. Serão separadas em três etapas de obras.

### Cronograma das Obras de Mobilidade Urbana
Obras concluídas
- Ponte na Avenida Francisco Junqueira, interligando as ruas José Bonifácio e Paraíba[167]
- Ponte na Avenida Francisco Junqueira, interligando as ruas Visconde de Inhaúma e Tamandaré
- Ponte na Avenida Francisco Junqueira com a Rua Barão do Amazonas
- Duplicação e prolongamento da Avenida Professora Diná Rizzi, entre a rua José Antônio Pantoglio e rua Dr. Waldo Silveira[168]

Obras em andamento
- Duplicação da Avenida Antônia Mugnatto Marincek
- Recapeamentos na região Oeste
- Recapeamento na região Norte
- Recapeamento na região Sul
- Recuperação de trecho da estrada do Piripau
- Ampliação da Avenida Coronel Fernando Ferreira Leite entre as avenidas Braz Olaia Acosta e Caramuru
- Readequação viária das avenidas Portugal, Nove de Julho, Diederichsen e Costábile Romano, além de readequação no cruzamento das avenidas Diederichsen, Presidente Vargas e Itatiaia
- Viaduto na Avenida com Avenida Mogiana e viaduto sobre a ferrovia
- Ponte de concreto sobre o córrego Retiro Saudoso na Avenida Maria de Jesus Condeixa[169]
- Implantação do corredor de ônibus na Avenida do Café e ciclovia
- Recapeamento das regiões Leste e Sul: inclui bairros como Santa Cruz do José Jacques, Parque dos Bandeirantes, Ribeirania, Paulistano, Paulista, Palma Travassos e Anhanguera
- Recapeamento das regiões Norte e Oeste: inclui bairros como Alexandre Balbo, Maria Casagrande, Jardim Recreio, Parque Ribeirão Preto e Adão do Carmo Leonel

Em licitação
- Corredor da Avenida Dom Pedro I e corredor da Avenida Saudade e Rua São Paulo; ciclovias na Avenida Octavio Golfeto e Francisco Maggioni
- Ponte sobre o córrego Ribeirão Preto entre Avenida Fabio Barreto com a Rua Pompeu de Camargo e viaduto na Avenida Brasil com a Thomaz Alberto Whately

A ser licitado
- Corredor de ônibus na Avenida Presidente Vargas
- Corredor de ônibus norte x sul entre avenidas Independência, Ligia Latuf Salomão, Braz Olaia Acosta e Cel. Fernando Ferreira Leite
- Corredor de ônibus norte x sul na Avenida Independência
- Corredor de ônibus norte x sul entre as avenidas Mogiana, Paschoal Innechi e Meira Junior
- Corredor de ônibus norte x sul entre avenidas Recife, Thomaz Alberto Whately e Brasil.
- Túnel de ligação entre avenidas Independência e Presidente Vargas, passando sob a 9 de Julho
- Corredor de ônibus leste x oeste entre Avenidas Castelo Branco, Treze de Maio e ruas Capitão Salomão e Goiás
- Corredor de ônibus leste x oeste entre avenidas Presidente Kennedy, Costábile Romano e Nove de Julho
- Corredor de ônibus na região central entre as ruas Lafaiete, Florêncio de Abreu, Visconde de Inhaúma e Barão do Amazonas

## Indicadores
- Segundo dados do IBGE divulgados em dezembro de 2018, referentes a ano de 2016, o município possui o 23º maior PIB do país, sendo 0,46% do total do PIB da nação, contabilizando R$ 29 986 609 000 mil;[170]
- Conforme levantamento da FEBRABAN, em janeiro de 2018, Ribeirão Preto estava na 12º posição no Brasil e 3º posição no estado de São Paulo, referente a quantidade de Instituições Financeiras, totalizando 135 agências.[171] A cidade ocupava no ano de 2014, a 13º posição no Brasil e 4º posição no estado de São Paulo, em relação a operações de crédito, atingindo valores superiores a R$ 17,9 bilhões, inclusive, superando juntas as cidades de Contagem e Uberlândia de Minas Gerais;[172]

- Conforme dados do Denatran – Departamento Nacional de Trânsito, em dezembro de 2018, Ribeirão Preto possuía a 16º maior frota de veículos do Brasil com 529.565 unidades, sendo 297.511 somente de automóveis e 107.995 de motocicletas,[173] a cidade possui atualmente uma das maiores frotas per capita entre os municípios brasileiros, tendo ainda em números a segunda maior frota absoluta do interior do Brasil, sendo superada apenas por Campinas;
- Segundo dados do CAGED - Cadastro Geral de Empregados e Desempregados, Ribeirão Preto estava em dezembro de 2013 na 25º posição nacional, referente à quantidade de pessoal (habitantes) ocupado assalariado, contabilizando 225.856 postos de trabalho,[174] inclusive, superando 07 capitais estaduais;
- Conforme levantamento do Instituto Trata Brasil referente ao ano de 2017, Ribeirão Preto chegou ao 13º lugar no ranking, inclusive, subindo oito posições no Brasil, no que se refere a saneamento básico nos 100 maiores municípios do Brasil;[175]
- A pesquisa realizada em 2006 pela revista Exame, aponta Ribeirão Preto como a 19º melhor cidade do Brasil em infra-estrutura, fator relevante na atração de investimentos;[176]
- Segundo o IFDM 2011 – Índice FIRJAN de Desenvolvimento Municipal, Ribeirão Preto estava na 23º posição no Estado de São Paulo e, 28º posição no Brasil, no que se refere a desenvolvimento municipal, tendo três vertentes básicas primordiais analisadas, como Emprego & Renda, Educação e Saúde;[177]
- Através da iniciativa conjunta da MCF Consultoria & Conhecimento e GfK Brasil, evidenciou que Ribeirão Preto é o 9º município do Brasil e 1º do interior do país, mais promissor para a expansão do mercado de luxo;[178]
- Conforme estudo do IPC Maps, Ribeirão Preto passou da 20º posição em 2016 para a 15º posição em 2017, no ranking do poder de consumo dos 50 maiores municípios brasileiros e passou do 6º lugar para o 4º lugar no ranking estadual.[179]
- Conforme estudo “Desafios da Gestão Municipal” feito pela consultora Macroplan, Ribeirão Preto possui um conjunto de indicadores sociais e econômicos que a colocam como a terceira cidade com a melhor qualidade de vida, entre as cem maiores do Brasil em 2013.[180]
- Segundo pesquisa da Urban Systems 2017, Ribeirão Preto foi considerada a 22º cidade brasileira e 8º no estado de São Paulo, com o maior potencial para investir em negócios.[181]

| Serviços                                                     | 26 672 939 | 66,8 |
| Indústria                                                    | 5 374 499  | 13,5 |
| Impostos                                                     | 4 922 436  | 12,3 |
| Administração, saúde e educação públicas e seguridade social | 2 865 374  | 7,2  |
| Agropecuária                                                 | 120 324    | 0,3  |
| Total                                                        | 39 955 572 | 100  |

Como Ribeirão Preto é o 29º município mais populoso do país, os dados do IBGE, Denatran, Caged, FIRJAN, Instituto Trata Brasil, IPC Maps, MCF Consultoria & Conhecimento, GfK Brasil,  Urban Systems e Sator e Macroplan demonstram a boa qualidade de vida oferecida a sua população.